# Philipp Boy

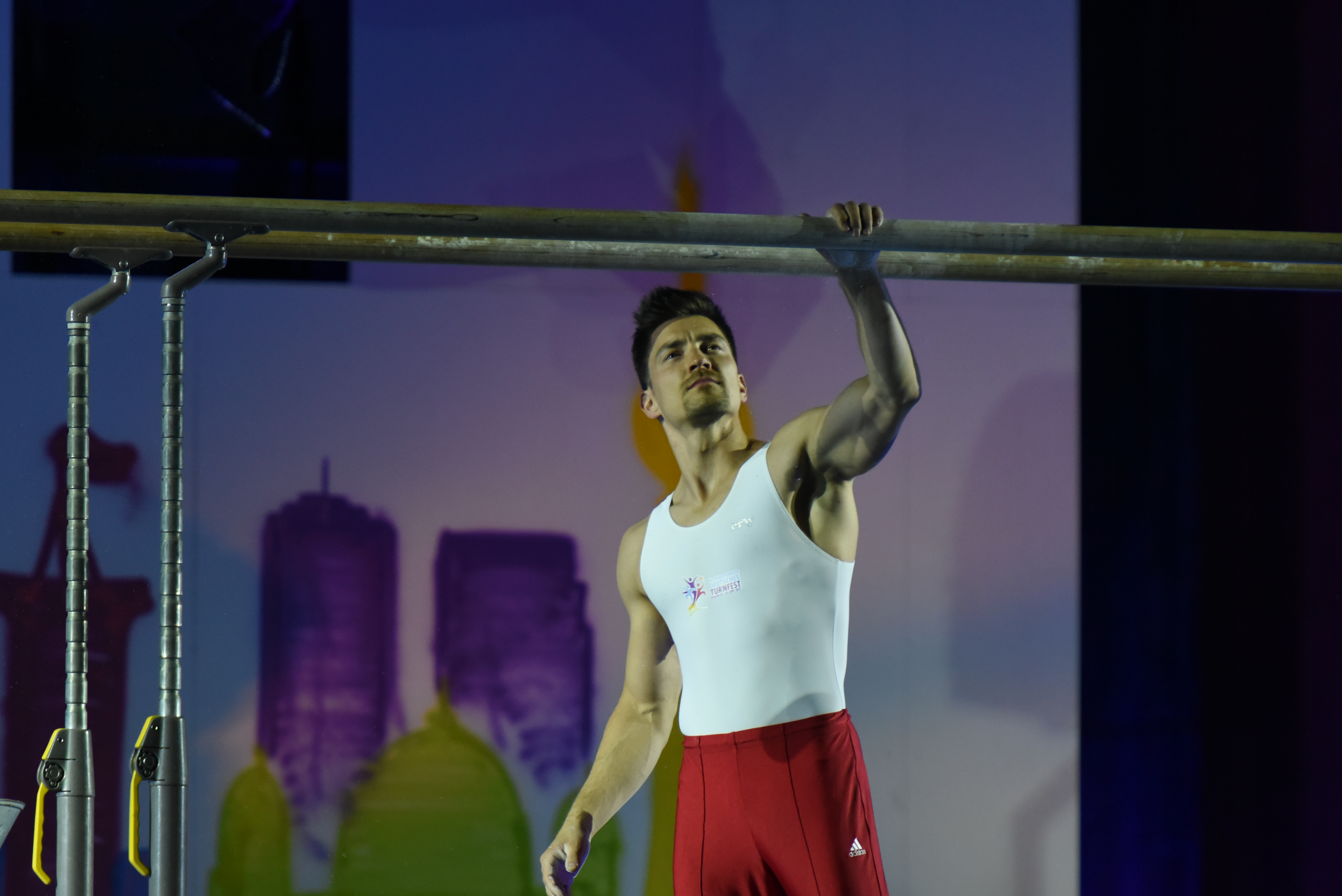
Philipp Boy am Barren beim Internationalen Deutschen Turnfest 2017

Philipp Boy (* 23. Juli 1987 in Schwedt/Oder) ist ein ehemaliger deutscher Kunstturner. Seine größten Erfolge im Turnen waren die Silbermedaillen im Mehrkampf bei den Turn-Weltmeisterschaften 2010 und 2011.

## Leben
Philipp Boy wuchs in Schwedt/Oder auf. Er brach 2009 seine Ausbildung zum Bankkaufmann ab, um sich auf das Turnen zu konzentrieren. Er absolvierte im Nachhinein eine Ausbildung als Versicherungsfachmann.
2019 heiratete er nach zehn Jahren Beziehung Vivien Patzig, mit der er eine Tochter hat (* 2013). Nach dem Turnen war er bis 2019 Finanzberater. An seinem Wohnort Berlin betreibt er einen Outdoor-Sportpark und ist Personal Trainer für ausgewählte Kunden. Zudem ist Boy seit 2023 Botschafter bei Laureus Sport for Good.

## Sportliche Laufbahn
Boy begann seine Turnerkarriere beim TSV Blau Weiß 65 Schwedt unter der Leitung von Manfred Paschke. Später gehörte er der Sportfördergruppe der Bundeswehr an.
Im Jahre 2007 gewann Boy die Bronzemedaille im Mannschaftsfinale bei den Turn-Weltmeisterschaften in Stuttgart und erreichte den 18. Platz im Mehrkampffinale.
Bei den Olympischen Spielen 2008 in Peking belegte er mit dem deutschen Team den vierten Platz. Bei den Deutschen Meisterschaften 2009 gewann Boy die Goldmedaille am Boden, er wurde Zweiter am Pferd und erreichte den dritten Platz im Mehrkampffinale. Bei den Europameisterschaften 2010 in Birmingham gewann Boy mit der deutschen Mannschaft die Goldmedaille im Mannschaftsfinale und holte sich gemeinsam mit Fabian Hambüchen die Bronzemedaille im Reck-Finale.
Der endgültige internationale Durchbruch gelang Boy bei den Weltmeisterschaften 2010 in Rotterdam. Nachdem er im Mannschaftswettbewerb gemeinsam mit Fabian Hambüchen, Thomas Taranu, Eugen Spiridonov, Sebastian Krimmer und Matthias Fahrig die Bronzemedaille hinter China und Japan gewonnen hatte, erzielte er mit der Silbermedaille im Mehrkampf-Einzel hinter dem Japaner Kōhei Uchimura mit 90,048 Punkten seine erste Einzelmedaille bei Weltmeisterschaften. Im Reck-Finale belegte er hinter Fabian Hambüchen den vierten Platz. Darüber hinaus wurde Boy als elegantester Turner der WM mit dem Longines Prize for Elegance 2010 ausgezeichnet.
Bei den Europameisterschaften 2011 in Berlin gewann er als Nachfolger von Fabian Hambüchen die Goldmedaille im Mehrkampf vor dem Rumänen Flavius Koczi. Am Reck holte er die Silbermedaille.
Bei den Weltmeisterschaften 2011 gewann er im Mehrkampf wie im Vorjahr Silber. Bei den Olympischen Spielen 2012 erreichte er kein Gerätefinale und belegte in der Mehrkampfqualifikation nur den 17. Platz.
Am 1. Dezember 2012 trat Boy vom Turnsport zurück. Als Grund nannte er mentale Probleme nach einem Sturz am Reck ein Jahr zuvor. Zudem hatte er zuletzt mit zahlreichen Verletzungen zu kämpfen. Zuletzt war beim SC Cottbus Karsten Oelsch sein Trainer.

## Sportliche Erfolge
2003
- Deutsche Jugendmeisterschaften – 1. Mehrkampf, Pauschenpferd, Sprung, Ringe, Barren und Reck

2004
- Junioren-Europameisterschaften – 2. Mannschaft
- Deutsche Jugendmeisterschaften – 1. Mehrkampf, Pauschenpferd und Barren

2005
- Deutsche Jugendmeisterschaften – 1. Mehrkampf und Pauschenpferd

2006
- Weltmeisterschaften Aarhus (DEN) – 7. Mannschaft

2007
- Weltmeisterschaften Stuttgart – 3. Mannschaft, 18. Mehrkampf-Finale
- Deutsche Meisterschaften – 2. Mehrkampf, 5. Pauschenpferd und Ringe

2008
- Champions Trophy Stuttgart – 8. Platz
- XXIX. Olympische Sommerspiele in Peking – 4. Mannschaft, 13. Mehrkampf (90,675)
- Deutsche Meisterschaften Chemnitz – 2. Mehrkampf
- Europameisterschaften Lausanne (SUI) – 2. Mannschaft

2009
- Deutsche Meisterschaften Frankfurt am Main – 3. Mehrkampf, 1. Boden, 2. Pferd
- Champions Trophy Frankfurt am Main – 7. Platz
- Europameisterschaften Mailand (ITA) – 4. Mehrkampf

2010

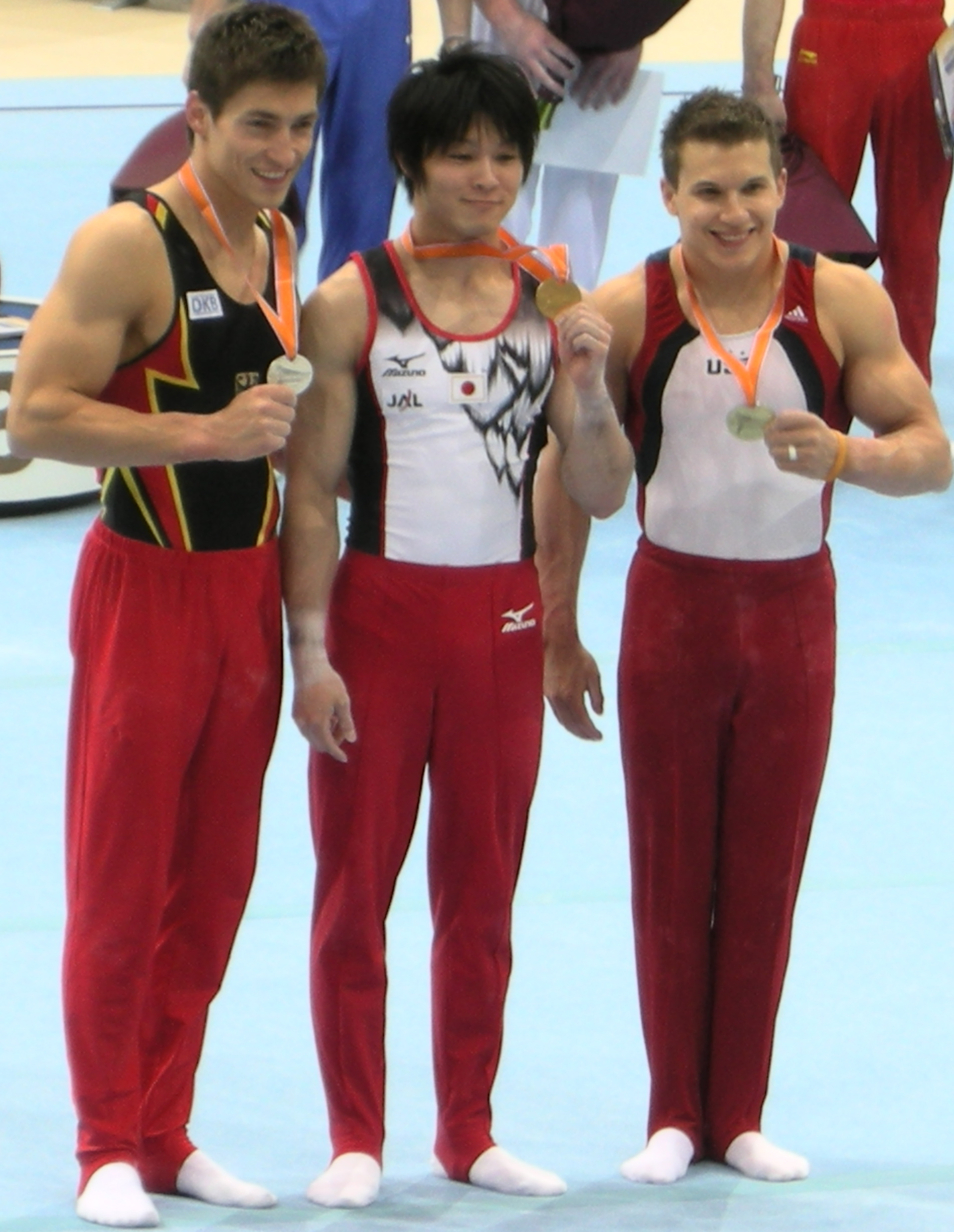
Philipp Boy (links) mit der Silbermedaille im Mehrkampf bei den Turn-Weltmeisterschaften 2010, mit Kōhei Uchimura (Mitte) und Jonathan Horton (rechts)

- Weltmeisterschaften Rotterdam (NED) – 4. Reck, 3. Mannschaft, 2. Mehrkampf (90,048)
- Deutsche Meisterschaften Berlin – 4. Mehrkampf, 1. Pauschenpferd, 2. Boden
- Europameisterschaften Birmingham (GBR) – 1. Mannschaft, 3. Reck

2011
- Weltmeisterschaften Tokio (JAP) – 2. Mehrkampf (90,530)
- Europameisterschaften Berlin (GER) – 1. Mehrkampf (88,875), 2. Reck

## Ehrungen
- 2010, 2011: Brandenburgs Sportler des Jahres

## Teilnahmen an Fernsehshows
2016 trat Boy in der Fernsehsendung Dance Dance Dance bei RTL mit Bene Mayr als Tanzpartner auf. Im Finale siegten sie gegen Aneta Sablik und Menderes Bağcı.
2018 nahm Boy an der dritten Staffel der Wettkampfshow Ewige Helden teil. Hier erreichte er den zweiten Platz hinter Sascha Klein.
Ebenfalls 2018 nahm er an der Wettkampfshow Team Ninja Warrior Promi Special teil. Zusammen mit Tanja Szewczenko, Jessica Paszka und Björn Otto bildete er das Gewinnerteam „Sporthelden“. Im Rahmen des RTL-Spendenmarathon schaffte er es bei den RTL Ninja Warrior Germany Promi-Specials 2018 und 2019 ins Finale und belegte jeweils den 2. Platz. Auch in der regulären Staffel erreichte er 2019 das Finale.
Im Jahr 2021 war er in Showtime of my Life – Stars gegen Krebs des Senders VOX zu sehen, um auf die Dringlichkeit der Krebsvorsorge aufmerksam zu machen.
2022 gewann Boy beim RTL Turmspringen in der Einzelwertung. Anfang 2023 nahm er an der Sat1-Show Das große Promibacken teil. 2023 war er Teilnehmer der RTL-Tanzshow Let’s Dance und belegte mit Patricija Ionel den 3. Platz. 2024 war Boy bei Splash! Das Promi-Pool-Quiz, Die Verräter – Vertraue Niemandem! und Destination X zu sehen.